# Петер Ногли
Петер Ногли (нім. Peter Nogly, нар. 13 січня 1947, Любек) — західнонімецький футболіст, що грав на позиції захисника. По завершенні ігрової кар'єри — тренер.
Виступав, зокрема, за клуб «Гамбург», з яким став чемпіоном та володарем Кубка ФРН, а також переможцем Кубка володарів кубків УЄФА. Крім того грав за національну збірну ФРН, з якою став віце-чемпіоном Європи 1976 року.

## Клубна кар'єра
У дорослому футболі дебютував 1967 року виступами за команду «Фенікс» з рідного Любека, в якій провів два сезони, взявши участь у 62 матчах другого дивізіону чемпіонату ФРН.
Своєю грою за цю команду привернув увагу представників тренерського штабу клубу «Гамбург», до складу якого приєднався 1969 року. Відіграв за гамбурзький клуб наступні одинадцять сезонів своєї ігрової кар'єри. У 1976 році він допоміг команді посісти друге місце в чемпіонаті та виграти Кубок ФРН, перемігши в фіналі «Кайзерслаутерн» з рахунком 2:0, а Ногли забив перший гол. Таким чином «Гамбург» був представлений у сезоні 1976/77 в Кубку володарів кубків. У цьому єврокубку Ногли підтвердив свою репутацію лідера оборони і був капітаном команди, а «Гамбург» виграв кубок, обігравши чинного чемпіона Бельгії клуб «Андерлехт».
1979 року Ногли також як капітан виграв чемпіонат ФРН, що дозволило клубу кваліфікуватись до Кубка європейських чемпіонів 1979/80. Там команда з Петером дійшла до фіналу турніру, де програла англійському «Ноттінгем Форест». Всього за клуб протягом 11 сезонів провів 320 ігор у Бундеслізі і забив 38 голів.
1980 року Ногли перейшов до Північноамериканської футбольної ліги, де грав за канадський «Едмонтон Дріллерс» та американський «Тампа-Бей Роудіс», а у 1981 і 1982 роках він був гравцем команди всіх зірок турніру.
З вересня 1983 року він грав за західноберлінську «Герта» у Другій Бундеслізі, а наступного сезону став гравцем «Санкт-Паулі», за який виступав протягом 1984—1986 років.

## Виступи за збірну
Не провівши жодного матчу у складі національної збірної ФРН був учасником чемпіонату Європи 1976 року в Югославії, де разом з командою здобув «срібло», але на поле так і не вийшов.
23 лютого 1977 року дебютував в офіційних іграх у складі національної збірної ФРН в товариському матчі проти Франції (0:1) і протягом року зіграв у чотирьох іграх, після чого за збірну більше не грав.

## Кар'єра тренера
1986 року Ногли очолив тренерський штаб аматорського клубу «Любек», де до 1989 року був граючим тренером. В подальшому як тренер також очолював низку невеликих німецьких команд. Останнім місцем тренерської роботи був клуб «Гамм Юнайтед», головним тренером команди якого Петер Ногли був з 2010 по 2011 рік.
Крім того у 2005–2006 був асистентом Віллі Райманна в еміратському «Аль-Шаабі».

## Титули і досягнення
- Чемпіон Німеччини (1):

«Гамбург»: 1978/79
- Володар Кубка Німеччини (1):

«Гамбург»: 1975/76
- Володар Кубка Кубків УЄФА (1):

«Гамбург»: 1976/77